# Wioślarstwo na Letnich Igrzyskach Olimpijskich 2012 – czwórka bez sternika wagi lekkiej mężczyzn
Czwórka bez sternika wagi lekkiej mężczyzn to jedna z konkurencji wioślarskich rozgrywanych podczas Letnich Igrzysk Olimpijskich 2012, która odbyła się między 28 lipca a 2 sierpnia na obiekcie Dorney Lake. Tytuł mistrzów olimpijskich na poprzednich igrzyskach w Pekinie wywalczyła duńska czwórka, w składzie: Thomas Ebert, Morten Jørgensen, Eskild Ebbesen oraz Mads Andersen.

## Terminarz
| Data            | Godzina |            |
| --------------- | ------- | ---------- |
| 28 lipca 2012   | 11:00   | Eliminacje |
| 29 lipca 2012   | 9:40    | Repasaż    |
| 31 lipca 2012   | 12:40   | Półfinały  |
| 2 sierpnia 2012 | 10:00   | Finał B    |
| 2 sierpnia 2012 | 12:10   | Finał      |

## Wyniki

### Eliminacje
Trzy najlepsze osady z każdego biegu awansują do półfinałów. Pozostałe osady automatycznie zostają zakwalifikowane do repasażu.
Wyniki:
Bieg 1
| Pozycja | Tor | Zawodnicy                                                        | Państwo           | Czas    | Uwagi |
| ------- | --- | ---------------------------------------------------------------- | ----------------- | ------- | ----- |
| 1       | 3   | Simon Schürch Lucas Tramer Simon Niepmann Mario Gyr              | Szwajcaria        | 5:53.56 | Q     |
| 2       | 1   | James Thompson Matthew Brittain John Smith Sizwe Ndlovu          | Południowa Afryka | 5:54.62 | Q     |
| 3       | 2   | Kasper Winther Morten Jørgensen Jacob Barsøe Eskild Ebbesen      | Dania             | 5:55.64 | Q     |
| 4       | 5   | Daniele Danesin Andrea Caianiello Marcello Miani Martino Goretti | Włochy            | 5:56.71 |       |
| 5       | 1   | Anthony Fahden William Newell Nicholas la Cava Robin Prendes     | Stany Zjednoczone | 6:02.42 |       |

Bieg 2
| Pozycja | Tor | Zawodnicy                                                    | Państwo         | Czas    | Uwagi |
| ------- | --- | ------------------------------------------------------------ | --------------- | ------- | ----- |
| 1       | 1   | Peter Chambers Rob Williams Richard Chambers Chris Bartley   | Wielka Brytania | 5:49.29 | Q     |
| 2       | 3   | Anthony Edwards Samuel Beltz Benjamin Cureton Todd Skipworth | Australia       | 5:51.18 | Q     |
| 3       | 4   | Bastian Seibt Lars Wichert Jochen Kühner Martin Kühner       | Niemcy          | 5:52.05 | Q     |
| 4       | 2   | Jan Vetešník Ondřej Vetešník Jiří Kopáč Miroslav Vraštil     | Czechy          | 5:52.69 |       |

Bieg 3
| Pozycja | Tor | Zawodnicy                                                      | Państwo  | Czas    | Uwagi |
| ------- | --- | -------------------------------------------------------------- | -------- | ------- | ----- |
| 1       | 2   | Nicolas Moutton Franck Solforosi Thomas Baroukh Fabrice Moreau | Francja  | 5:50.79 | Q     |
| 2       | 3   | Roeland Lievens Timothee Heijbrock Vincent Muda Tycho Muda     | Holandia | 5:52.47 | Q     |
| 3       | 4   | Yu Chenggang Huang Zhe Zhang Guolin Wang Tiexin                | Chiny    | 5:52.58 | Q     |
| 4       | 1   | Łukasz Pawłowski Łukasz Siemion Miłosz Bernatajtys Paweł Rańda | Polska   | 5:53.52 |       |

### Repasaż
Trzy najlepsze osady awansują do półfinałów.
Wyniki:
| Pozycja | Tor | Zawodnicy                                                        | Państwo           | Czas    | Uwagi |
| ------- | --- | ---------------------------------------------------------------- | ----------------- | ------- | ----- |
| 1       | 1   | Anthony Fahden William Newell Nicholas la Cava Robin Prendes     | Stany Zjednoczone | 6:00.83 | Q     |
| 2       | 3   | Daniele Danesin Andrea Caianiello Marcello Miani Martino Goretti | Włochy            | 6:01.66 | Q     |
| 3       | 4   | Jan Vetešník Ondřej Vetešník Jiří Kopáč Miroslav Vraštil         | Czechy            | 6:02.23 | Q     |
| 4       | 2   | Łukasz Pawłowski Łukasz Siemion Miłosz Bernatajtys Paweł Rańda   | Polska            | 6:04.46 |       |

### Półfinały
Trzy najlepsze osady awansują do finału, pozostałe osady wezmą udział finale B.
Wyniki:
Półfinał 1
| Pozycja | Tor | Zawodnicy                                                    | Państwo           | Czas    | Uwagi |
| ------- | --- | ------------------------------------------------------------ | ----------------- | ------- | ----- |
| 1       | 4   | Peter Chambers Rob Williams Richard Chambers Chris Bartley   | Wielka Brytania   | 5:59.68 | Q     |
| 2       | 3   | Simon Schürch Lucas Tramer Simon Niepmann Mario Gyr          | Szwajcaria        | 6:00.97 | Q     |
| 3       | 2   | Roeland Lievens Timothee Heijbrock Vincent Muda Tycho Muda   | Holandia          | 6:01.37 | Q     |
| 4       | 5   | Bastian Seibt Lars Wichert Jochen Kühner Martin Kühner       | Niemcy            | 6:02.10 |       |
| 5       | 1   | Anthony Fahden William Newell Nicholas la Cava Robin Prendes | Stany Zjednoczone | 6:05.06 |       |
| 6       | 6   | Jan Vetešník Ondřej Vetešník Jiří Kopáč Miroslav Vraštil     | Czechy            | 6:06.85 |       |

Półfinał 2
| Pozycja | Tor | Zawodnicy                                                        | Państwo           | Czas    | Uwagi |
| ------- | --- | ---------------------------------------------------------------- | ----------------- | ------- | ----- |
| 1       | 6   | Kasper Winther Morten Jørgensen Jacob Barsøe Eskild Ebbesen      | Dania             | 6:03.53 | Q     |
| 2       | 3   | James Thompson Matthew Brittain John Smith Sizwe Ndlovu          | Południowa Afryka | 6:04.21 | Q     |
| 3       | 5   | Anthony Edwards Samuel Beltz Benjamin Cureton Todd Skipworth     | Australia         | 6:05.31 | Q     |
| 4       | 4   | Nicolas Moutton Franck Solforosi Thomas Baroukh Fabrice Moreau   | Francja           | 6:06.90 |       |
| 5       | 1   | Daniele Danesin Andrea Caianiello Marcello Miani Martino Goretti | Włochy            | 6:08.44 |       |
| 6       | 2   | Yu Chenggang Huang Zhe Zhang Guolin Wang Tiexin                  | Chiny             | 6:08.47 |       |

## Finały

### Finał A
| Pozycja | Tor | Zawodnicy                                                    | Państwo           | Czas    | Uwagi |
| ------- | --- | ------------------------------------------------------------ | ----------------- | ------- | ----- |
|         | 5   | James Thompson Matthew Brittain John Smith Sizwe Ndlovu      | Południowa Afryka | 6:02.84 |       |
|         | 3   | Peter Chambers Rob Williams Richard Chambers Chris Bartley   | Wielka Brytania   | 6:03.09 |       |
|         | 4   | Kasper Winther Morten Jørgensen Jacob Barsøe Eskild Ebbesen  | Dania             | 6:03.16 |       |
| 4       | 6   | Anthony Edwards Samuel Beltz Benjamin Cureton Todd Skipworth | Australia         | 6:04.05 |       |
| 5       | 2   | Simon Schürch Lucas Tramer Simon Niepmann Mario Gyr          | Szwajcaria        | 6:09.30 |       |
| 6       | 1   | Roeland Lievens Timothee Heijbrock Vincent Muda Tycho Muda   | Holandia          | 6:11.39 |       |